# Championnat de Papouasie-Nouvelle-Guinée féminin de football
Le championnat de Papouasie-Nouvelle-Guinée de football féminin est une compétition de football féminin créée en 1998.

## Palmarès
| Saison    | Champion                  |
| --------- | ------------------------- |
| 1998      | Telikom (Port Moresby)    |
| 1999      | Telikom (Port Moresby)    |
| 2000      | Telikom (Port Moresby)    |
| 2001      | Telikom (Port Moresby)    |
| 2002      | Telikom (Port Moresby)    |
| 2003      | University (Port Moresby) |
| 2004      | Telikom (Port Moresby)    |
| 2005      | Lekii (Kumbe)             |
| 2006      | PNG Power (Lahi)          |
| 2007      | annulé                    |
| 2008      | PNG Power (Lahi)          |
| 2009      | annulé                    |
| 2010-2011 | Bara FC (Lae)             |
| 2011-2012 | Bara FC (Lae)             |
| 2012-2013 | ITI Northern Crusaders FC |
| 2014-2018 | inconnu                   |
| 2019      | FC Wantok (Port Moresby)  |
| 2020-2021 | abandonné                 |
| 2021-2022 | Hekari United             |

### Bilan par clubs
- 6 titres : Telikom
- 2 titres : PNG Power, Bara FC
- 1 titre: University, Lekii, ITI Northern Crusaders FC, FC Wantok, NCD Hekari